# Mapei (cantante)
Mapei, all'anagrafe Jacqueline Mapei Cummings (Providence, 20 dicembre 1983), è una cantante statunitense di origini svedesi.

## Biografia
Mapei è nata a Providence, Rhode Island, dove ha vissuto fino a quando ha avuto dieci anni. Ha iniziato dividendo il suo tempo tra l'America e la Svezia dopo che la madre liberiana e il patrigno svedese si trasferirono a Stoccolma, dove ha vissuto durante l'anno scolastico. Successivamente ritorna in America e si trasferisce a New York, nel quartiere di Brooklyn all'età di diciotto anni, poi andrà a lavorare come barista in un ristorante svedese in zona Chinatown. Ci rimarrà tre anni, poi andrà a vivere con Lykke Li per un periodo prima di decidere di tornare in Svezia per immergersi nella scena rap underground di Stoccolma.

## Discografia

### Album in studio
- 2014 – Hey Hey

### EP
- 2009 – The Cocoa Butter Diaries
- 2014 – Don't Wait

### Singoli
- 2013 – Don't Wait
- 2014 – Change
- 2014 – Believe

### Collaborazioni
- 2018 – Feel About You (Silk City feat. Mapei)
- 2022 – Time (Swedish House Mafia feat. Mapei)